# 伊日·科赫塔
伊日·科赫塔（捷克語：Jiří Kochta，1946年10月11日—2025年4月3日），捷克男子冰球运动员。他曾代表捷克斯洛伐克国家队参加1968年和1972年冬季奥林匹克运动会冰球比赛，获得一枚银牌和一枚铜牌。